# Veillonellaceae
Veillonellaceae es una familia de bacterias Bacillota. Difieren de la mayoría de los Bacillota en tener tinción gram-negativa.
Los miembros de esta familia son organismos anaerobios que proliferan en hábitats cómo ríos y lagos. Van desde formas esféricas, cómo Megasphaera y Veillonella, hasta curvas de vara cómo Selenomonas. Selenomonas tiene una forma crescente con flagelos insertados en el lado cóncavo, mientras que Sporomusa es similar pero no móvil. 
El nombre Negativicutes también hace referencias a algunas especies de este grupo.
La descripción de esta familia fue corregida en 2010 y junto con Acidaminococcaceae fue colocado en el orden Selenomonadales de la clase de Negativicutes del filo Firmicutes.